# مرشح (كيمياء)

مخطط لبيان عملية الترشيح

المرشّح أداة تستعمل لإجراء عملية ترشيح لتّفرقة ما بين الموادّ الكبيرة الحجم عن تلك الأصغر حجما نسبيّا، تتمّ هذه التّفرقة تبعا لقطر/حجم المسامّات الموجودة بالمرشّح.
يستخدم المرشح عادة لإزالة المواد المؤذية أو الضارة من الهواء أو الماء، وله استخدامات تطبيقية في الكثير من أمور الحياة اليومية.